# りゅう座WZ星
りゅう座WZ星（りゅうざWZせい）は、りゅう座の脈動変光星。学名はWZ Draconis（略称：WZ Dra）である。

## 概要
SRA型の半規則型変光星で、401.7日の周期で8.5等と14.0等の間を変光する。りゅう座WZ星が分類されるSRA型は半規則型変光星の中でも周期性の良い変光をする赤色巨星が分類される型であり、WZ星自身もスペクトル型がM6eの赤色巨星である。半規則型変光星の中でも変光範囲が大きい上比較的周期性の良い脈動変光をする赤色巨星であることから、実はミラ型変光星であるという指摘もある。